# Justicia en el canal
Justicia en el canal (título original: Jake Lassiter: Justice on the Bayou) es un telefilme estadounidense de drama de 1995, dirigido por Peter Markle, escrito por David Israel, está basado en una novela de Paul J. Levine; musicalizado por Mike Post, en la fotografía estuvo Charles Rosher Jr. y los protagonistas son Gerald McRaney, Tracy Scoggins y Daphne Ashbrook, entre otros. Este largometraje fue producido por Big Productions, Spanish Trail Productions y Stephen J. Cannell Productions; se estrenó el 9 de enero de 1995.

## Sinopsis
Jake Lassiter, un exjugador de fútbol, ahora es un notable abogado defensor, lo contratan para defender al Dr. Roger Salisbury, un cirujano acusado de negligencia en el enigmático fallecimiento de un paciente acaudalado.